# Yongdang-dong, Busan
Yongdang-dong (koreanska: 용당동) är en stadsdel i staden Busan, i den sydöstra delen av Sydkorea, 300 km sydost om huvudstaden Seoul. Den ligger i stadsdistriktet Nam-gu.